# Cot Entung
Cot Entung is een bestuurslaag in het regentschap Aceh Utara van de provincie Atjeh, Indonesië. Cot Entung telt 273 inwoners (volkstelling 2010).